# Towson
Towson statisztikai település az Amerikai Egyesült Államok Maryland államában, Baltimore megyében, melynek megyeszékhelye is. Lakosainak száma 59 553 fő (2020. április 1.).

## Népesség
A település népességének változása:

| 2010 | 55 197 |
| 2020 | 59 553 |